# Manga Life
Manga Life (まんがライフ Manga Raifu?) es un revista de manga publicado semanalmente por la empresa Takeshobo en Japón desde el año 1984. La mayoría de las series que aparecen en la revista usan el formato yonkoma. 

## Series más recientes publicados por Manga Life
- Arai Kiyokazu no 4-koma Wideshow (Kiyokazu Arai, 2001)
- Ayumi Full Throttle!! (Masaki Mashū, febrero de 2007)
- Because, Yankee-Mama (だってヤンママ) (Reiko Sumi, 1996)
- Bonobono (Mikio Igarashi, junio de 1986)
- Damekko Dōbutsu (Noriko Kuwata, junio de 1986)
- Dōbutsu no Oshaberi (Akira Shinsenji, julio de 2005)
- Dōsuru!? Wanko (Yukie Nasu, marzo de 2003)
- Furiten-kun→Shin Furiten-kun (Masashi Ueda, enero de 2001 (title changed in March 2002))
- Good Morning Teacher (Naoki Shigeno, octubre de 1999)
- Kachō to Yobanai de (Ikura Chihaya, julio de 2006)
- Kokemomo-san (Yumiko Nakashima, enero de 2007)
- Kuriko no Himekuri Calendar (Reiko Terashima)
- Momota, Eiga Mimasuta. (Momota Nakahara, octubre de 2002)
- Motemote Nē-chan (Miho Arimoto, abril de 2004)
- Nanako Masshigura! (Keiko Koike, julio de 2004)
- Natchan wa ne!? (Hiroko Minami, 1996)
- Neko Goyomi (Makoto Sawada, agosto de 2005)
- Nemuranai Eve (Mineo Maya, anaualmente desde enero de 2002)
- Okiraku Gokuraku Debu Neko Seikatsu (Bibikku, enero de 2007)
- Otō-san wa Toshishita (Akira Hōjō, junio de 2006)
- PaPaPa Paradise (Chino Kurumi, julio de 2002)
- Pet no Oshaberi (Akira Shinsenji, junio de 1986)
- Poyopoyo Kanstatsu Nikki (Rū Tatsuki, septiembre de 2004)
- Puapua Lips (Hayako Gotō, noviembre de 2006)
- Ragan de Go! (Mikiko Yoshida, abril de 2003)
- Tadaima! (Megumi Tanzawa, julio de 2007)
- Takami Tallest (Riyo Mizuki, mayo de 2003)
- Teketeke My Heart (Izumi Takemoto, enero de 2000)
- Uchi e Ikō yo! (Tomoko Ogasawara, marzo de 2007)
- Uwa no Sora Tutorial (Takayuki Mizushina, octubre de 2005)
- Waku Waku Working (Ōhashirui, abril de 2001)
- Yoiko no Shigoto (Hiroaki Magari, junio de 2006)

### Series antiguas
Éstas series fueron publicados hace muchos años y en algunos casos, se desconoce la fecha de publicación. 
- Ashita mo Arashi! (Tomoko Ogasawara, septiembre de 2004 - diciembre de 2006)
- Bikei to Iu Na no Kachō (Riko Mikata, 1999-mayo de 2003)
- Bitter Heart Sugarcoat (Shinobu Arima, mayo de 2001-2002)
- Boku no Katei Kyōshi (Tōko Shiwasu, octubre de 2002-septiembre de 2004)
- Boku no Suki na Yukko Sensei (Issei Kawabata, junio de 1986-?)
- Chōkazoku Oyako Donburi (Yoshiko Tsuchida)
- Datte L Size (Keiji Murakami)
- Dochira Made! (Nobara Nonaka, 1997-2002)
- Doki Doki Kyōdai Life (Hayako Gotō, diciembre de 1999 - mayo de 2003)
- Dorīn Atchan (Akkiu, ? - junio de 2004)
- Furiten-kun (Masashi Ueda, noviembre de 1984 - 1994)
- Furiten-kun 2000 (Masashi Ueda, enero - diciembre de 2000)
- Futari ga Ichiban (Mariko Kubota, septiembre de 1997 - septiembre de 2006)
- Gokigen Wakana-san (Hideharu Akaza)
- Gokuraku Gohan (Mikriko Takeda, ? - 1997)
- Hakui no Ten-chan (Sanpei Yamada)
- Harikiri Paper Boys (Kuranosuke Chūshin, octubre de 2003 - febrero de 2005)
- Hiruma-san. (Shin Itō, septiembre de 2003 - marzo de 2006)
- Honma Desse Okyaku-san!! ([[Takashi Murakami (mangaka)|Takashi Murakami]], 1996-2000)
- Hontō ni Atta Yukai na Hanashi (Miruku Tajima, 1995 - marzo de 2006)
- Ikinari Don-chan (Aoi Morimura, ? - 2002)
- Itoshi no Deburin (Issei Kawabata, ? - 1996)
- Itoshi no My Honey (Benda Suzuki, diciembre de 2002 - mayo de 2007)
- Itsumo Kokoro ni Minamikaze (Megumi Tanzawa, octubre de 2005 - mayo de 2007)
- Kachō! Deban Desu (Akira Shibata)
- Kitaikebukurō Kasumi-shō (Fumi Saimon & Eri Sakai, noviembre de 2004 - mayo de 2006)
- Kochira Nekomeya Eigyōchū (Akiko Yoshimoto, 2000-2001)
- Kyō no Osusume! (Tomoko Nitta, 1996 - junio de 2005)
- Love Love Aishiteru (Linda Gyūnyū, octubre de 2004 - febrero de 2007)
- Machi no Marriage (Masayuki Mori, 1998 - enero de 2002)
- Makashite Ōsakajō (Chino Kurumi, ? - abril de 2001)
- Mariko no Koibito (Mikiko Yoshida, 1997 - marzo de 2003)
- Moe-chan wa Middle Name (Anzu Koguma, diciembre de 2005 - julio de 2007)
- Muteki no OL!! Kandori Tsubasa (Fumizō Morita, 1999-2002)
- Naku na! Tanaka-kun (Hiroshi Tanaka)
- Naomi no Tsureteke Kōshien (Yoshio Kawashima, agosto de 2003 - noviembre de 2006)
- Neko no Te Kashimasu! (Yōko Sanri, 1999 - octubre de 2004)
- Nekomimi wa Usu (Chino Kurumi, mayo de 2001 - 2002)
- Niko Niko Egao (Masashi Ueda, 1995-1999)
- Nohohon Nori-san (Shinri Mori, 1999 - 2002)
- Obatarian (Katsuhiko Hotta, ? - 1998)
- Ōbeya Wappa-kun (Hisashi Taira)
- Okashi na Kazoku (Chino Kurumi, ? - 1996)
- Omezame! Megu-chan (Tomoko Niita, julio de 2005 - agosto de 2006)
- Oyome ni Onizuka (Getsu Takabayashi, enero de 2006 - diciembre de 2007)
- Papetto Mapetto no Kochira Chinjū Heya!! (Papetto Mapetto, 2003 - septiembre de 2006)
- Pocket Tama-chan (Eiji Ide, 2000 - enero de 2004)
- Pokkī-kun (Shō Tanaka, ? - 1997)
- Sensei to Watashi (Tomoko Ogasawara, 1998 - agosto de 2004)
- Shataku na Seikatsu (Kahiro Okuya, noviembre de 2000 - enero de 2004)
- Shima Shima e Yōkoso (Wakako Nariyuki, 1998 - junio de 2003)
- Shiro to Arukeba (Kazuhiro Uchida, 1995-2001)
- Shopping no Joō (creado por Usagi Nakamura, Akiko Morishima, diciembre de 2000 - diciembre de 2005)
- Super Shufu Tsukimi-san (Yoshito Usui, ? - mayo de 2003)
- Tagayashite Fall in Love (Hayako Gotō, abril de 2003 - septiembre de 2006)
- Taishō Maron (Yayoi Takamatsu, marzo de 2003 - abril de 2005)
- Tobidase Hyōryū Kazoku (Shunji Kosaka, mayo de 2001 - julio de 2003)
- Tokimeki Couple (Mariko Kubota, ? - 1996)
- Tokimeki Momoiro High School (Chiharu Sasano, mayo de 2002 - noviembre de 2006)
- Tōkon Kazoku (Akiko Yoshimoto, 1988 - 1996)
- Trouble Cafe! (Megumi Tanzawa, 1996 - septiembre de 2005)